# Tom Grivosti
Tom Grivosti (* 15. Juni 1999 in Liverpool) ist ein englischer Fußballspieler, der bei St Patrick’s Athletic unter Vertrag steht.

## Karriere
Tom Grivosti wurde in Liverpool, im Nordwesten Englands geboren. Seine Fußballkarriere begann er in seiner Heimatstadt beim MSB Woolton FC aus dem gleichnamigen Stadtteil. Danach spielte er in der Jugend der Bolton Wanderers. Im Juli 2017 wechselte er nach Schottland zu Ross County. Nach einem weiteren Jahr im Juniorenbereich in Dingwall, spielte er ab Oktober 2018 in der ersten Mannschaft der „Staggies“. Sein Debüt gab er dabei im Zweitligaspiel gegen Ayr United als er für Callum Morris eingewechselt wurde. Im weiteren Verlauf der Spielzeit 2018/19 absolvierte er 16 weitere Einsätze. Im März 2019 sah er die erste Rote Karte in seiner Karriere, als er gegen den FC Falkirk mit Gelb-Rot vom Platz flog. Einen Monat später gelang ihm gegen Dunfermline Athletic der Siegtreffer beim 1:0, der gleichbedeutend sein erstes Profitor bedeutete. Mit dem Verein gelang Grivosti am Ende der Saison der Aufstieg in die Scottish Premiership. Zudem wurde der Challenge Cup im Endspiel gegen den walisischen Verein Connah’s Quay Nomads gewonnen. In seiner ersten Erstligasaison kam er sechsmal zum Einsatz.